# 菅沼定忠
菅沼 定忠（すがぬま さだただ）は、日本の戦国時代の武将。三河国の国衆・田峯菅沼氏の当主。田峯城主。父は菅沼定継。通称は刑部丞。諱は系譜類より「定忠」もしくは「貞吉」とされる。

## 概要
生年は不明。父・定継は今川氏配下の国衆であったが、弘治元年（1555年）の三河忩劇にて今川氏から離反し、今川氏や弟・定直や定氏の攻撃を受け自害に追い込まれる。
これを受けて幼い定忠は叔父・定直らに擁立され、田峯菅沼氏当主となった。
永禄3年（1560年）の桶狭間の戦いで今川義元が織田信長に敗れて戦死し今川氏の三河支配に動揺が走り、翌年（1561年）に三河岡崎城の徳川家康が今川氏から独立する。
定忠は4月15日に家康より所領を安堵され徳川氏に従属するが、後に一族の菅沼次大夫や奥平氏の尽力により今川氏に帰参する。
しかし最終的に徳川氏の三河支配が成ると再度徳川氏に従属する。
元亀元年（1570年）12月に武田氏の武将の秋山虎繁が東美濃の岩村遠山氏の領地を通過して奥三河へ侵攻しようして勃発した上村合戦において徳川方として出陣したものの遠山氏が惨敗する様子を見て、殆ど戦わずして早く退却し、城に逃げ入った。
元亀3年（1572年）7月頃に家康に反旗を翻して武田信玄の配下となり、奥平定能や長篠菅沼正貞と共に山家三方衆として山県昌景の相備えとなり、三方ヶ原の戦いや野田城の戦いに参加した。
この時一族の菅沼定仙・新次郎・定勝・被官の林紀伊守が定忠と共に武田方に付いたのに対し、一族の菅沼定氏・藤三郎は徳川方に残留して定忠とは別行動をとっている。
翌年（1573年）に牛久保領の所領を巡り奥平定能と相論を起こし、武田氏の裁定を受けるが不満を持った定能が8月に徳川氏に離反する事件を引き起こす。
天正3年（1575年）4月に開始された武田勝頼の三河侵攻では山県昌景の指揮下の元で野田城・二連木城攻撃に参加し、長篠城攻撃にも参加した。
天正3年（1575年）5月21日（1575年7月9日） - 長篠の戦いで大敗した武田勝頼を伴い、田峯城での慰労を予定していた定忠であったが、留守居の親族・菅沼定直や家老・今泉道善が入城を拒絶。僅か数騎の勝頼一行は身柄を拘束されそうになった為、更に北方の武節城まで命からがらの逃避行を強いられた。その後は下条信氏の指揮下に編成され、信濃に侵攻しようとする織田軍に備えた。
天正4年（1576年）7月14日（1576年8月18日） - 前年の入城拒絶という辱めを怨んでいた菅沼定忠は、田峯城を早朝に急襲。老若男女を問わず、城に居た96人総てを惨殺した。菅沼定直や今泉道善に関しては、生け捕りにした後で鋸挽きの刑で報復している。城の近くには「田峯城内乱の首塚」と「道善処刑の地」が存在する。
武田氏滅亡後の天正10年（1582年）に、徳川氏配下の牧野康成と戦い討ち死にしたという。『信長公記』『当代記』では織田重臣・河尻秀隆の元に降伏を申し出たが百姓たちの手により殺害されたともいう。
定忠の死後、田峯菅沼氏の名跡は一族で従弟の菅沼定利が継いだ。